# Sic bo

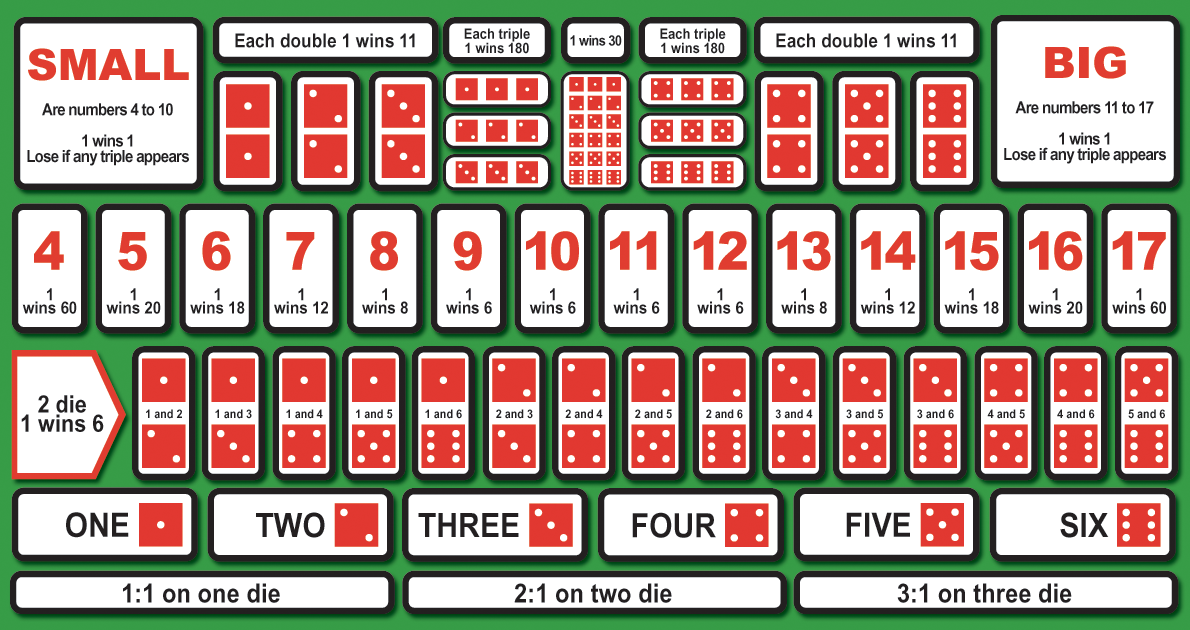
En typisk layout på ett sic bo-bord.

Sic bo är ett tärningsspel som härstammar från Kina och som är vida spritt i Sydostasien. Det infördes på amerikanska kasinon omkring förra sekelskiftet och finns numera som kasinospel även i Europa och andra världsdelar.
I spelet används tre tärningar, som ligger i en genomskinlig tillsluten behållare, och ett speciellt bord med cirka 50 olika fält, som representerar olika möjliga utfall av tärningskasten. Den person som handhar spelet för kasinots räkning, kallad dealern, täcker över behållaren och tärningarna skakas om. Spelarna placerar sedan sina insatser på bordet. När alla insatser är gjorda täcker dealern av behållaren och tillkännager resultatet, och samtidigt lyses de vinstgivande fälten upp underifrån på bordet.
Spelarna kan satsa på att ett visst tal kommer upp på åtminstone en av tärningarna, på att en viss kombination av två tärningar faller ut, eller på att tärningarna bildar ett tretal, antingen ett specificerat sådant eller vilket tretal som helst. Vidare går det att spela på att summan av tärningarna ska ligga inom intervallet 4–10 (kallat small) eller 11–17 (kallat big), eller utgöra ett specificerat tal mellan 4 och 17.
Storleken på vinsterna sträcker sig över en skala från en vinst lika stor som insatsen (vid small och big) upp till 150 gånger insatsen (om ett specificerat tretal skulle falla ut). Kasinots avans är betydligt större i sic bo än i andra kasinospel och ligger i snitt i intervallet 10–20%.